# Tarzan and the Madman
Tarzan and the Madman è un romanzo scritto da Edgar Rice Burroughs, ventitreesimo del suo Ciclo di Tarzan. Scritto fra il gennaio e il febbraio del 1940, venne pubblicato postumo. Fu edito per la prima volta in versione a copertina rigida dalla Canaveral Press nel giugno 1964 e in versione a copertina morbida dalla Ballantine Books nel febbraio 1965. È inedito in italiano.

## Trama
Tarzan si mette sulle tracce di un altro impostore, che, vittima di allucinazioni, è  convinto di essere Tarzan e di vivere in una città perduta abitata da discendenti dei primi esploratori portoghesi.

## Copyright
Come opera postuma pubblicata nel 1964, questo romanzo è ancora sotto copyright in tutto il mondo. Secondo le leggi correnti, è diventato di pubblico dominio nel 2014 in Canada e Nuova Zelanda, nel 2034 in Australia e nel 2059 negli Stati Uniti d'America.